# Joaquín Martinez
Joaquín Pastor Martínez (Alcantarilla, 1987. október 26. –)  spanyol labdarúgó.
A 2009–10-es idényben a Ferencváros labdarúgója volt. Kilenc bajnoki mérkőzésen szerepelt és egy gólt szerzett. 2010-ben hazatért és többek között a Pontevedra, a Lorca Atlético, az Orihuela és az Atlético Pulpileño csapataiban játszott.